# Kanton Viroflay
Kanton Viroflay (fr. Canton de Viroflay) je francouzský kanton v departementu Yvelines v regionu Île-de-France. Tvoří ho pouze obec Viroflay.